# آدلر
آدلر یا ادلر اشاره به موارد زیر می‌تواند داشته باشد:
- آلفرد آدلر، روانشناس اتریشی
- فیلیکس آدلر
- رابرت آدلر
- دانکمار آدلر، معمار